# 1032

## Evenimente
- 21 octombrie: Papa Benedict al IX-lea îi succede ca papă lui Papa Ioan al XIX-lea. El este al 145-lea papă ca succesiune.

- Prima mențiune a orașului Kursk din Rusia.

## Nașteri
- dată necunoscută: Herbert al IV-lea de Vermandois  (d. 1080)

## Decese
- octombrie: Papa Ioan al XIX-lea (n. 975)
- Bezprym, duce al Poloniei (n. 987)